# Siciliaans (schaakopening)
Siciliaans is binnen het schaken de naam van een populaire opening met als kenmerkende zet 1. e4 c5. Deze zet werd in de 17e eeuw gespeeld door de Siciliaanse priester Pietro Carrera en dit was voor de Britse schaker Sarratt de reden om deze verdediging de Siciliaanse te noemen.
In het begin werden er geen sterke partijen mee gespeeld, maar nadat de Fransman Louis de La Bourdonnais haar geanalyseerd had in zijn match tegen Alexander MacDonnell in 1834, schreef Karl Janisj in 1838:
"De zet 1...c5 is naar onze mening het beste antwoord op 1.e4".
| Siciliaans                          | 1.e4 c5 (diagram)                                                                                     |
| Vleugelgambiet                      | 1.e4 c5 2.b4                                                                                          |
| Grand Prix                          | 1.e4 c5 2.f4                                                                                          |
| Talgambiet                          | 1.e4 c5 2.f4 d5 3.ed Pf6                                                                              |
| Morragambiet                        | 1.e4 c5 2.d4 cd4 3.c3                                                                                 |
| Gesloten Siciliaans                 | 1.e4 c5 2.Pc3                                                                                         |
| Alapinvariant                       | 1.e4 c5 2.c3                                                                                          |
| Rubinstein                          | 1.e4 c5 2.Pf3 Pf6                                                                                     |
| O'Kelly                             | 1. e4 c5 2. Pf3 a6                                                                                    |
| Rossolimo                           | 1.e4 c5 2.Pf3 Pc6 3.Lb5                                                                               |
| Kalasjnikov                         | 1.e4 c5 2.Pf3 Pc6 3.d4 cd4 4.Pd4 e5                                                                   |
| Svesjnikov                          | 1.e4 c5 2.Pf3 Pc6 3.d4 cd4 4.Pd4 Pf6 5.Pc3 e5                                                         |
| Rauzer                              | 1.e4 c5 2.Pf3 Pc6 3.d4 cd4 4.Pd4 Pf6 5.Pc3 d6 6.Lg5                                                   |
| Maroczy                             | 1.e4 c5 2.Pf3 Pc6 3.d4 cd4 4.Pd4 g6 5.c4                                                              |
| Versnelde draak                     | 1.e4 c5 2.Pf3 Pc6 3.d4 cd4 4.Pd4 g6 5.Pc3                                                             |
| Taimanov                            | 1.e4 c5 2.Pf3 Pc6 3.d4 cd4 4.Pd4 e6 5.Pc3 Dc7                                                         |
| Kan                                 | 1.e4 c5 2.Pf3 e6 3.d4 cd4 4.Pd4 a6                                                                    |
| Vierpaardenspel                     | 1.e4 c5 2.Pf3 e6 3.d4 cd4 4.Pd4 Pf6 5.Pc3 Pc6                                                         |
| Gaw Paw                             | 1.e4 c5 2.Pf3 e6 3.d4 cd4 4.Pd4 Pf6 5.Pc3 Db6                                                         |
| klassiek                            | 1.e4 c5 2.Pf3 e6 3.d4 cd4 4.Pd4 Pf6 5.Pc3                                                             |
| Paulsen                             | 1.e4 c5 2.Pf3 e6 3.d4 cd4 4.Pd4 a6 5.c4                                                               |
| Moskouer                            | 1.e4 c5 2.Pf3 d6 3.Lb5                                                                                |
| Hongaars                            | 1.e4 c5 2.Pf3 d6 3.d4 cd4 4.Dd4                                                                       |
| Richter-Rauzervariant               | 1.e4 c5 2.Pf3 d6 3.d4 cd4 4.Pd4 Pf6 5.Pc3 Pc6 6.Lg5                                                   |
| Drakenvariant                       | 1.e4 c5 2.Pf3 d6 3.d4 cd4 4.Pd4 Pf6 5.Pc3 g6                                                          |
| Chinese variant van de Draak        | 1.e4 c5 2.Pf3 d6 3.d4 cd4 4.Pd4 Pf6 5.Pc3 g6 6. Le3 Lg7 7. f3 Pc6 8. Dd2 0-0 9. Lc4 Ld7 10. 0-0-0 Tb8 |
| Scheveningen                        | 1.e4 c5 2.Pf3 d6 3.d4 cd4 4.Pd4 Pf6 5.Pc3 e6                                                          |
| Sosin                               | 1.e4 c5 2.Pf3 d6 3.d4 cd4 4.Pd4 Pf6 5.Pc3 e6 6.Lc4                                                    |
| Najdorf                             | 1.e4 c5 2.Pf3 d6 3.d4 cd4 4.Pd4 Pf6 5.Pc3 a6                                                          |
| vergiftigde pion-variant            | 1.e4 c5 2. Pf3 d6 3. d4 cxd4 4. Pxd4 Pf6 5 Pc3 a6 6 Lg5 e6 7 f4 Db6                                   |
| Engelse aanval                      | 1.e4 c5 2.Pf3 d6 3.d4 cd4 4.Pd4 Pf6 5.Pc3 a6 6.Le3                                                    |
| Pereni-variant                      | 1.e4 c5 2.Pf3 d6 3.d4 cd4 4.Pd4 Pf6 5.Pc3 a6 6.Le3 e6 7. g4 e5 8. Pf5 h5                              |
| Engels                              | 1.e4 c5 2.c4                                                                                          |
| Snyder                              | 1.e4 c5 2.b3                                                                                          |
| Steinitz                            | 1.e4 c5 2.g3                                                                                          |
| langzaam                            | 1.e4 c5 2.Le2                                                                                         |
| Keres                               | 1.e4 c5 2.Pe2                                                                                         |
| Bowlder                             | 1.e4 c5 2.Lc4                                                                                         |
| Mengarini of Roel van Duijn–gambiet | 1.e4 c5 2.a3                                                                                          |